# 灰仓鼠
灰仓鼠（学名：Cricetulus migratorius）为仓鼠科仓鼠属的动物。在中国大陆，分布于甘肃、青海、新疆、内蒙古等地，一般栖息于荒漠、半荒漠、农田。该物种的模式产地在西伯利亚乌拉尔河。

## 亚种
- 灰仓鼠北疆亚种（学名：Cricetulus migratorius caesius），Kashkarov于1923年命名。分布于青海（北部）、北疆）、内蒙古（中部）、甘肃（河西走廊）、新疆（天山等地。该物种的模式产地在哈萨克斯坦卡拉山脉。[2]
- 灰仓鼠南疆亚种（学名：Cricetulus migratorius fulvus），Blanford于1875年命名。分布于新疆（塔里木盆地西部）等地。该物种的模式产地在新疆东天山。[3]